# De landsflyktige
De landsflyktige (lit. "Els emigrats") és una pel·lícula muda sueca dirigida per Mauritz Stiller el 1921.

## Sinopsi
En el moment en què es produeix la revolució russa una família rica es veu obligada a emigrar.

## Repartiment
- Carl Nissen
- Karin Swanström
- Jenny Hasselqvist
- Nils Ohlin
- Lars Hanson
- Ivan Hedqvist

## Producció[calcitació]
La pel·lícula es va rodar a Filmstaden Råsunda amb exteriors del palau de Steninge, Stadsgårdskajen i diversos ambients a Estocolm per Henrik Jaenzon. Com a guió, la novel·la Zoja de Runar Schildt de 1920. Va ser durant l'enregistrament de la pel·lícula que Stiller, que era ciutadà rus pel seu naixement a Hèlsinki, va sol·licitar ser ciutadà suec.